# Thèbe
Thèbe (gaskognisch Teve) ist eine französische Gemeinde mit 91 Einwohnern (Stand 1. Januar 2022) im Département Hautes-Pyrénées in der Region Okzitanien; sie gehört zum Arrondissement Bagnères-de-Bigorre und zum Gemeindeverband Neste Barousse. Seine Bewohner nennen sich Thébens/Thébennes.

## Geografie
Thèbe liegt in den Pyrenäen, rund 20 Kilometer südsüdwestlich der Stadt Saint-Gaudens an der Grenze zum Département Haute-Garonne. Die Grenze zu Spanien auf dem Pyrenäenhauptkamm befindet sich 13 Kilometer südöstlich von Thèbe. Die Gemeinde besteht aus dem Dorf Thèbe sowie wenigen Einzelgehöften. Weite Teile an den Berghängen sind bewaldet. Der Bach Gouhoron durchquert die Gemeinde. Höchster Punkt der Gemeinde ist der Sommet d’Esclete. Die Gemeinde liegt an der D22 wenige Kilometer westlich der N125.

## Geschichte
Ein Ort Theve wurde erstmals im Jahr 1387 im Kirchenregister der Grafschaft Comminges erwähnt. Im Mittelalter lag der Ort in der Grafschaft Barousse in der Region Armagnac, die ein Teil der Provinz Gascogne war. Die Gemeinde gehörte von 1793 bis 1801 zum District La Barthe. Zudem lag Thèbe von 1793 bis 2015 im Kanton Mauléon-Barousse. Die Gemeinde ist seit 1801 dem Arrondissement Bagnères-de-Bigorre zugeteilt.

## Bevölkerungsentwicklung
| Jahr                       | 1962 | 1968 | 1975 | 1982 | 1990 | 1999 | 2006 | 2014 | 2020 |
| Einwohner                  | 89   | 67   | 78   | 66   | 54   | 49   | 71   | 84   | 79   |
| Quellen: Cassini und INSEE |      |      |      |      |      |      |      |      |      |

## Sehenswürdigkeiten
- Kirche Saint-Félix
- Denkmal für die Gefallenen[1]
- ein Wegkreuz beim Lavoir südlich des Dorfes

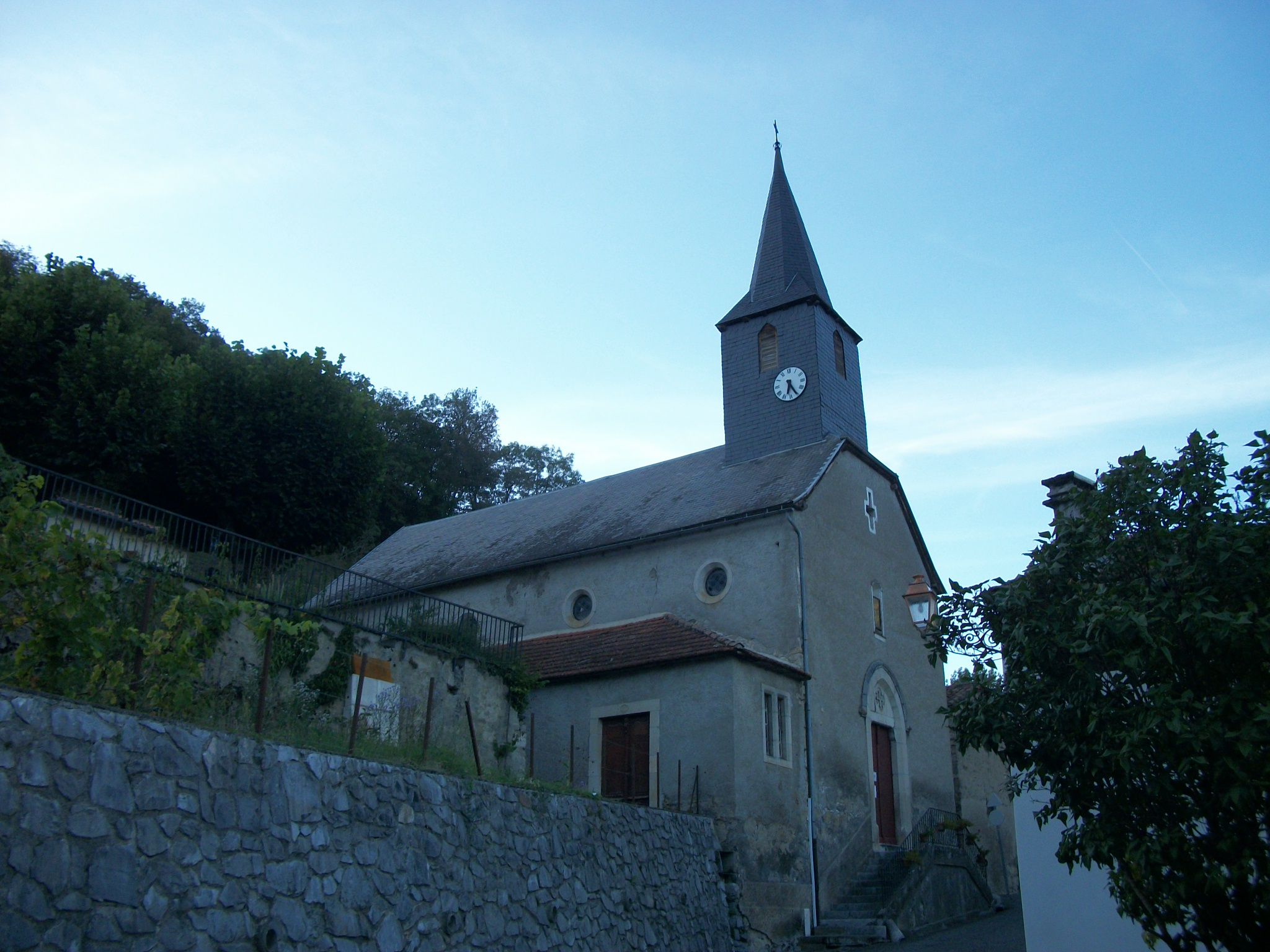
Kirche Saint-Félix
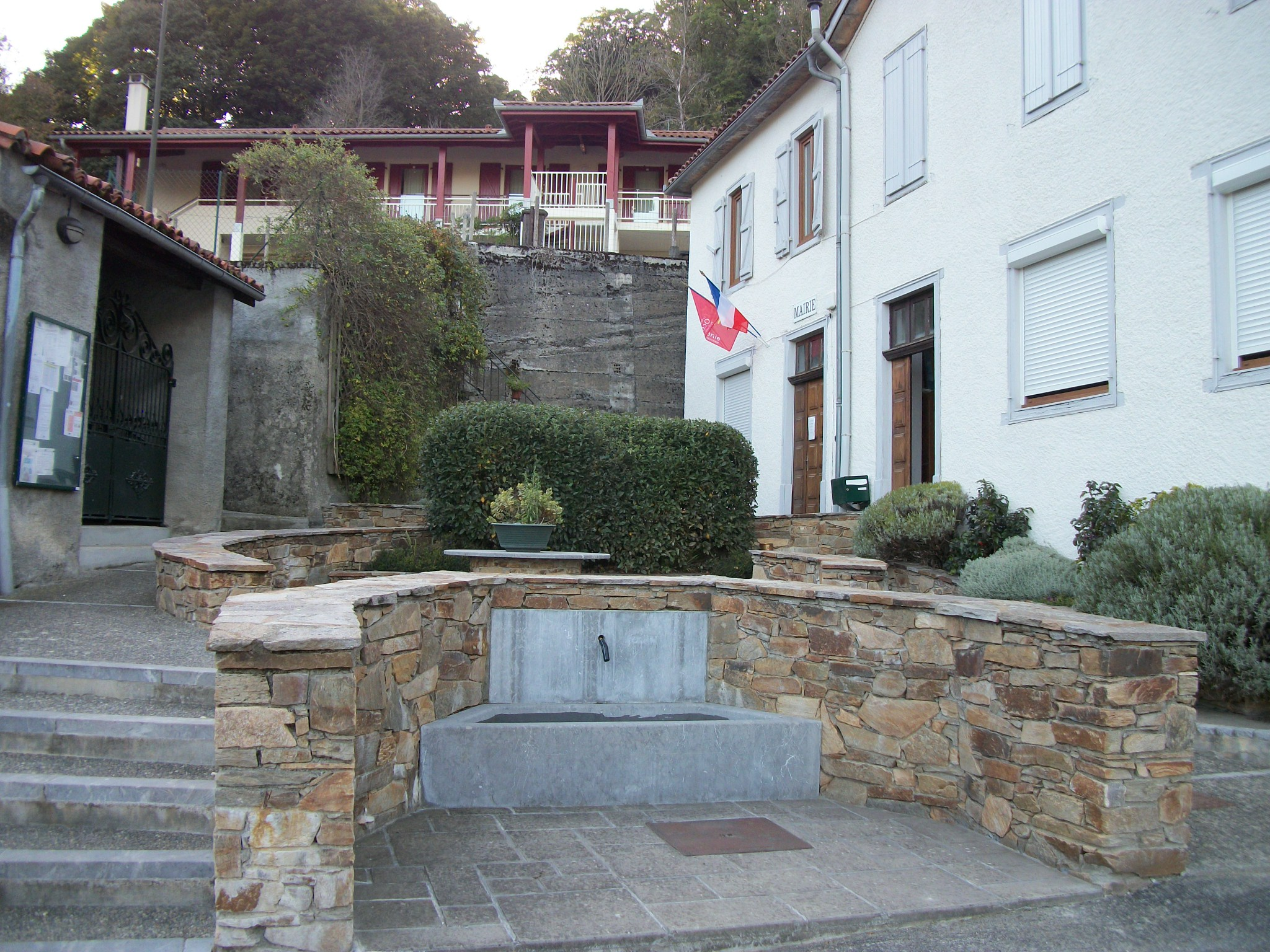
Rathaus (mairie), davor der ehemalige Waschplatz